# Mark Philippoussis
Mark Philippoussis (Melbourne, 7 novembre 1976) è un allenatore di tennis ed ex tennista australiano.
Grazie alla sua prestanza fisica (196 cm per 103 kg), possedeva un gioco caratterizzato da grande potenza, sia nella battuta che nello scambio da fondo campo, che gli valse il soprannome di Scud.
Allenato dal padre, Nick Philippoussis, un ex calciatore greco (la madre Rosanna è italiana), iniziò a giocare all'età di sei anni. Nel suo periodo di junior fu anche allenato dal campione di Wimbledon Pat Cash, con il quale però i rapporti terminarono in maniera non serena. Nel 1994 terminò quarto nella classifica juniores e divenne subito professionista.
In singolare ha raggiunto l'ottava posizione del ranking mondiale nel 1999 e due finali Slam: US Open 1998 e Wimbledon 2003. In doppio è stato numero 18 del ranking nel 1997.

## Carriera
Nel 1995, all'età di 19 anni, era il più giovane tennista tra i primi 50 giocatori ATP. Nel 1996 raggiunse il quarto turno agli Australian Open, sconfiggendo Pete Sampras al terzo turno. Il 25 maggio 1997 servì una battuta alla velocità record di 229 km/h in una partita poi persa contro Albert Costa.
Nel 1998 raggiunse la sua prima finale in un torneo del Grande Slam. Agli US Open perse contro il connazionale Pat Rafter. Il 29 marzo 1999 entrò per la prima volta in carriera nella top ten ATP, restandovi per 11 settimane. Nel torneo più prestigioso, Wimbledon, arrivò fino ai quarti di finale, dovendosi ritirare durante un match contro Sampras al secondo set, dopo aver vinto il primo. Il problema di Philippoussis era la cartilagine del ginocchio sinistro; si dovette infatti sottoporre a un'operazione chirurgica, eseguita in artroscopia il 6 luglio. Tornò al tennis giocato sette settimane dopo, ma le sue condizioni fisiche non erano eccellenti.
Terminò il 1999 tra i primi 20 tennisti del mondo, contribuendo in maniera decisiva alla vittoria dell'Australia in Coppa Davis(vinse entrambi i suoi due singolari della finale giocata in Francia, su terra rossa indoor). Nel 2000 perse nel torneo di casa al quarto turno contro il futuro campione Andre Agassi. Al Roland Garros perse al quarto turno dopo che al primo aveva sconfitto Sampras in una maratona terminata 8-6 al quinto set. In quell'anno disputò anche le Olimpiadi, perdendo al terzo turno contro Evgenij Kafel'nikov, poi vincitore.
I problemi al ginocchio continuarono però a tormentarlo e si dovette sottoporre in poco tempo ad altre due operazioni chirurgiche. Nel 2003 il ritorno con una certa continuità al tennis giocato, arrivando fino a disputare la finale di Wimbledon contro Roger Federer. Durante quel torneo, nel match vinto contro Agassi, mise a segno il record australiano di ace, con ben 46 in una partita, a soli tre ace dal record assoluto ATP detenuto da Richard Krajicek.
Philippoussis ruppe un'astinenza di due anni aggiudicandosi il torneo di Shanghai, vincendo in finale contro Jiří Novák. Inoltre il 30 novembre dello stesso anno sconfisse il tennista spagnolo Juan Carlos Ferrero nella finale della Coppa Davis disputatasi a Melbourne conquistando il punto decisivo per la vittoria australiana.
Il 2004 si rivelò però essere un anno disastroso per il tennista australiano. Prima una sconfitta in Coppa Davis contro la Svezia, poi il quarto turno a Wimbledon, ma da questo torneo fino all'ottobre 2004 vinse soltanto un match, precipitando in una delle peggiori posizioni nel ranking mai raggiunte in carriera dal suo passaggio al professionismo.
Dopo praticamente l'intero 2005 inattivo, Philippousis tornò nel 2006 per disputare i tornei dello Slam soltanto grazie ad una wild card, essendo precipitato in classifica oltre la centesima posizione. Lentamente il tennista australiano diede segni di ripresa, anche se i risultati nei tornei ATP tendevano a scarseggiare.
Nel 2006 vinse l'ATP Challenger di Calabasas negli USA in finale contro Amer Delić.
Sempre nel 2006 tornò alla vittoria di un ATP a Newport sull'erba in finale contro Justin Gimelstob.
Quando tutto sembrava in discesa per il 2007, durante la competizione a squadre nazionali Hopman Cup si ruppe la cartilagine del ginocchio destro. A sorpresa Mark ha giocato le qualificazioni all'ATP 250 di Newport dopo diversi anni dall'ultima partita, avendo ottenuto una wild card, ma viene eliminato da Eric Quigley con il punteggio di 6-7, 6-7.

## Statistiche e record

### Finali del Grande Slam (2)

#### Perse (2)
| Anno | Torneo    | Avversario in finale | Punteggio           |
| 1998 | US Open   | Patrick Rafter       | 3-6, 6-3, 2-6, 0-6  |
| 2003 | Wimbledon | Roger Federer        | 6(5)–7, 2-6, 6(3)–7 |

### Singolare

#### Vittorie (11)
| Legenda                     |
| Grande Slam (0)             |
| Tennis Masters Cup (0)      |
| Grand Slam Cup (0)          |
| ATP Masters Series (1)      |
| ATP Championship Series (2) |
| ATP World Series (8)        |

| Legenda superfici |
| Cemento (8)       |
| Terra (1)         |
| Erba (2)          |
| Sintetico (0)     |

| Nº  | Data              | Torneo                                     | Superficie  | Avversario della finale | Risultato           |
| --- | ----------------- | ------------------------------------------ | ----------- | ----------------------- | ------------------- |
| 1.  | 20 ottobre 1996   | Grand Prix de Tennis de Toulouse, Tolosa   | Cemento     | Magnus Larsson          | 6-1 5-7 6-4         |
| 2.  | 9 marzo 1997      | Tennis Channel Open, Scottsdale            | Cemento     | Richey Reneberg         | 6-4 7–6(4)          |
| 3.  | 5 maggio 1997     | BMW Open, Monaco di Baviera                | Terra rossa | Àlex Corretja           | 7–6(3) 1-6 6-4      |
| 4.  | 15 giugno 1997    | Queen's Club Championships, Londra         | Erba        | Goran Ivanišević        | 7-5 6-3             |
| 5.  | 22 febbraio 1998  | RMK Championships, Memphis (1)             | Cemento     | Michael Chang           | 6-3 6-2             |
| 6.  | 14 febbraio 1999  | SAP Open, San José (1)                     | Cemento     | Cecil Mamiit            | 6-3 6-2             |
| 7.  | 14 marzo 1999     | Indian Wells, USA                          | Cemento     | Carlos Moyá             | 5-7 6-4 6-4 4-6 6-2 |
| 8.  | 13 febbraio 2000  | SAP Open, San José (2)                     | Cemento     | Mikael Tillström        | 7-5 4-6 6-3         |
| 9.  | 25 febbraio 2001  | RMK Championships, Memphis (2)             | Cemento     | Davide Sanguinetti      | 6-3 6(5)–7 6-3      |
| 10. | 28 settembre 2003 | Shanghai Open, Shanghai                    | Cemento     | Jiří Novák              | 6-2 6-1             |
| 11. | 16 luglio 2006    | Hall of Fame Tennis Championships, Newport | Erba        | Justin Gimelstob        | 6-3 7-5             |

#### Finali perse (11)
| Legenda                     |
| Grande Slam (2)             |
| Tennis Masters Cup (0)      |
| Grand Slam Cup (0)          |
| ATP Masters Series (1)      |
| ATP Championship Series (1) |
| ATP World Series (7)        |

| Nº  | Data              | Torneo                                           | Superficie | Avversario della finale | Risultato               |
| --- | ----------------- | ------------------------------------------------ | ---------- | ----------------------- | ----------------------- |
| 1.  | 6 marzo 1995      | Tennis Channel Open, Scottsdale (1)              | Cemento    | Jim Courier             | 6-7, 4-6                |
| 2.  | 9 ottobre 1995    | Malaysian Open, Kuala Lumpur                     | Carpet     | Marcelo Ríos            | 6-7, 2-6                |
| 3.  | 16 ottobre 1995   | Tokyo Indoor, Tokyo                              | Cemento    | Michael Chang           | 3-6, 4-6                |
| 4.  | 29 settembre 1997 | Grand Prix de Tennis de Toulouse, Tolosa         | Cemento    | Nicolas Kiefer          | 5-7, 7-5, 4-6           |
| 5.  | 6 ottobre 1997    | Swiss Indoors, Basilea                           | Carpet     | Greg Rusedski           | 3-6, 6-7, 6-7           |
| 6.  | 14 settembre 1998 | US Open                                          | Cemento    | Patrick Rafter          | 3-6, 6-3, 2-6, 0-6      |
| 7.  | 9 ottobre 2000    | Hong Kong Open, Hong Kong                        | Cemento    | Nicolas Kiefer          | 6-7, 6-2, 2-6           |
| 8.  | 20 novembre 2000  | Paris Masters, Parigi                            | Carpet     | Marat Safin             | 6-3, 6-7, 4-6, 6-3, 6-7 |
| 9.  | 7 gennaio 2002    | Next Generation Adelaide International, Adelaide | Cemento    | Tim Henman              | 4-6, 7-6, 3-6           |
| 10. | 10 marzo 2003     | Tennis Channel Open, Scottsdale (2)              | Cemento    | Lleyton Hewitt          | 4-6, 4-6                |
| 11. | 7 luglio 2003     | Torneo di Wimbledon, Londra                      | Erba       | Roger Federer           | 6-7, 2-6, 6-7           |

### Doppio

#### Vittorie (3)
- 1995: Hong Kong (con Tommy Ho)
- 1995: Kuala Lumpur (con Patrick McEnroe)
- 1997: Queen's (con Patrick Rafter)

#### Finali perse (3)
- 1997: Cincinnati (con Patrick Rafter)
- 1997: Indian Wells (con Patrick Rafter)
- 2003: Scottsdale (con Lleyton Hewitt)